# Міський (стадіон, Молодечно)
«Міськи́й стадіо́н Молодечно» (біл. Гарадскі стадыён Маладзечна) — багатофункціональний стадіон у місті Молодечно, Білорусь, домашня арена ФК «Іслоч».
Стадіон побудований у 1920-х роках. Відкритий 1946 року як стадіон «Металург». У 1993 році арена була передана в комунальну власність та дітала назву «Міський стадіон». 2005 року стадіон був реконструйований.
Протягом 2006—2008 років стадіон був домашньою ареною для ФК «Локомотив» (Мінськ), а з 2015 року використовується як одна з домашніх арен ФК «Іслоч». Також на стадіоні домашні матчі приймає ФК «Молодечно». Міський стадіон Молодечно є однією з домашніх арен для збірної Білорусі з футболу U-21 та національної збірної Білорусі серед жінок. Арена приймала матчі в рамках чемпіонату Європи з футболу (U-17) та чемпіонату Європи з футболу (U-19).
У 1996 році на стадіоні відбувся товариський матч між збірною Білорусі та збірною Азербайджану. В середині 90-х років арена приймала єврокубкові матчі ФК «Динамо» (Мінськ).